# Port Hope Simpson
Port Hope Simpson is een gemeente (town) in de Canadese provincie Newfoundland en Labrador. De gemeente ligt in het uiterste oosten van de regio Labrador.

## Geschiedenis
In 1973 werd het dorp een gemeente met de status van local government community (LGC). In 1980 werden LGC's op basis van The Municipalities Act als bestuursvorm afgeschaft. De gemeente werd daarop automatisch een community om een aantal jaren later uiteindelijk een town te worden.
In 2017 vond de hervestiging van het gehucht William's Harbour plaats, waarop de grote meerderheid van de vijftien inwoners van die plaats naar Port Hope Simpson verhuisde.

## Geografie
Port Hope Simpson ligt aan Alexis Bay, een smalle zeearm aan de oostkust van Labrador. De open wateren van de Atlantische Oceaan liggen op een vaarafstand van 40 km. De plaats ligt aan Route 510, het zuidelijke gedeelte van de Trans-Labrador Highway. Voor het wegverkeer is het dichtstbij gelegen dorp in zuidoostelijke richting Mary's Harbour (50 km) en in noordwestelijke richting Paradise River (158 km).
Een kilometer ten zuiden van het dorp ligt een vliegveld genaamd Port Hope Simpson Airport.

## Demografie
In de jaren 1970 en 1980 kende Port Hope Simpson een gestage demografische groei. Sindsdien is de bevolkingsomvang van de gemeente, net zoals in de meeste afgelegen dorpen in de provincie, aan het krimpen. Tussen 1991 en 2021 daalde de bevolkingsomvang van 614 naar 403. Dat komt neer op een daling van 211 inwoners (-34,4%) in dertig jaar tijd.
| Demografische ontwikkeling van Port Hope Simpson tussen 1976 en 2021       |
| -------------------------------------------------------------------------- |
|                                                                            |
| Bron: Statistics Canada (1976–1986, 1991–1996, 2001–2006, 2011–2016, 2021) |

### Taal
Volgens de volkstelling van 2016 hadden alle inwoners het Engels als moedertaal, waaronder vijf mensen die de taal als gedeelde moedertaal hadden. Er waren naar schatting tien mensen die een Indo-Iraanse taal machtig waren (voornamelijk Hindi).

## Gezondheidszorg
Gezondheidszorg wordt in de gemeente aangeboden door de Port Hope Simpson Community Clinic. Deze gemeenschapskliniek valt onder de bevoegdheid van de gezondheidsautoriteit Labrador-Grenfell Health en biedt de inwoners eerstelijnszorg en spoedzorg aan. Er zijn vier personeelsleden in dienst, met name twee verpleegsters, een personal care attendant en een onderhoudsmedewerker, met daarnaast de regelmatige aanwezigheid van een bezoekend arts. De gemeenschapskliniek fungeert ook als hub voor verscheidene thuiszorgverleners die de zuidelijker gelegen dorpen aandoen.